# セカンドストリート

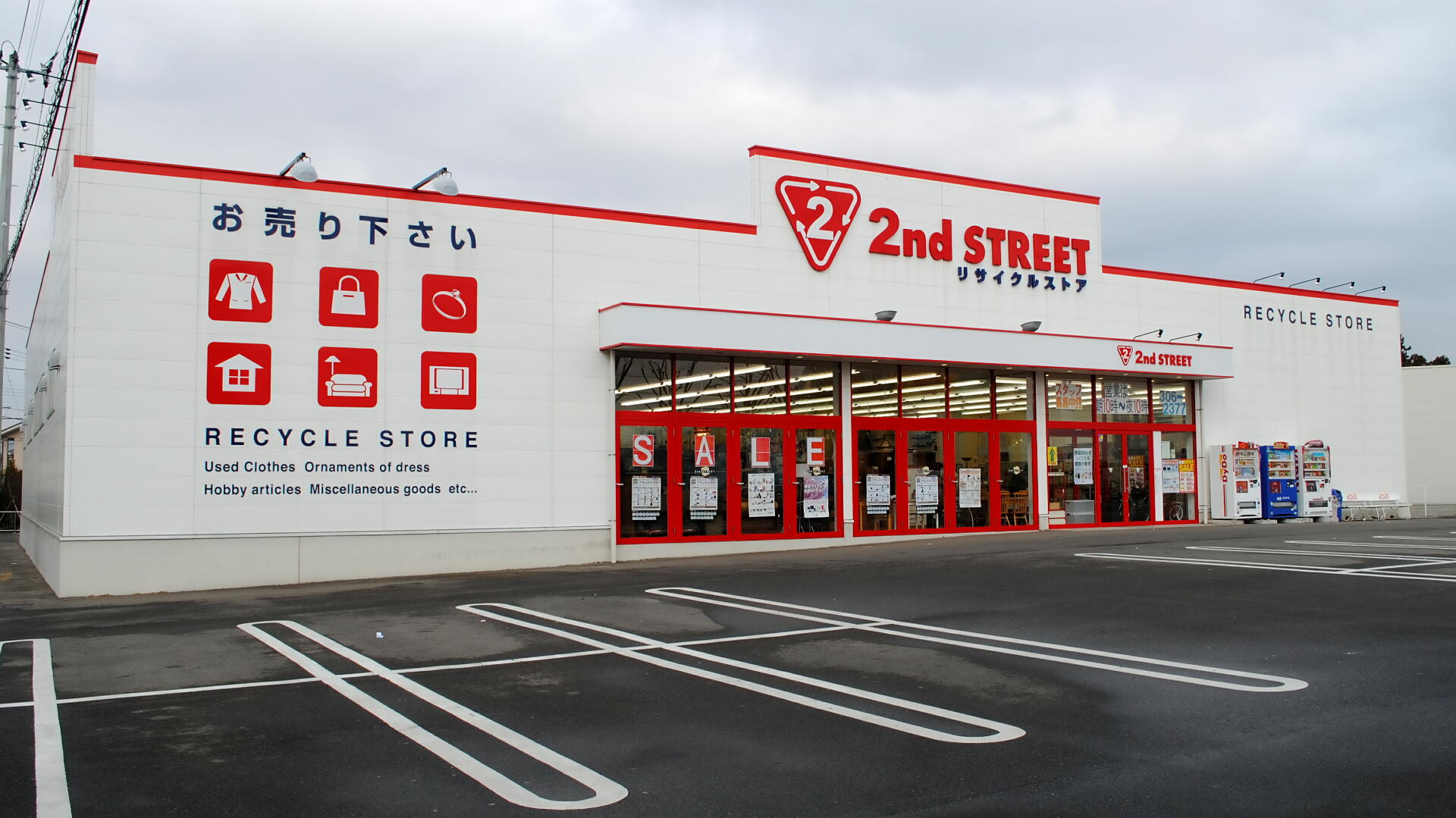
セカンドストリート中田店

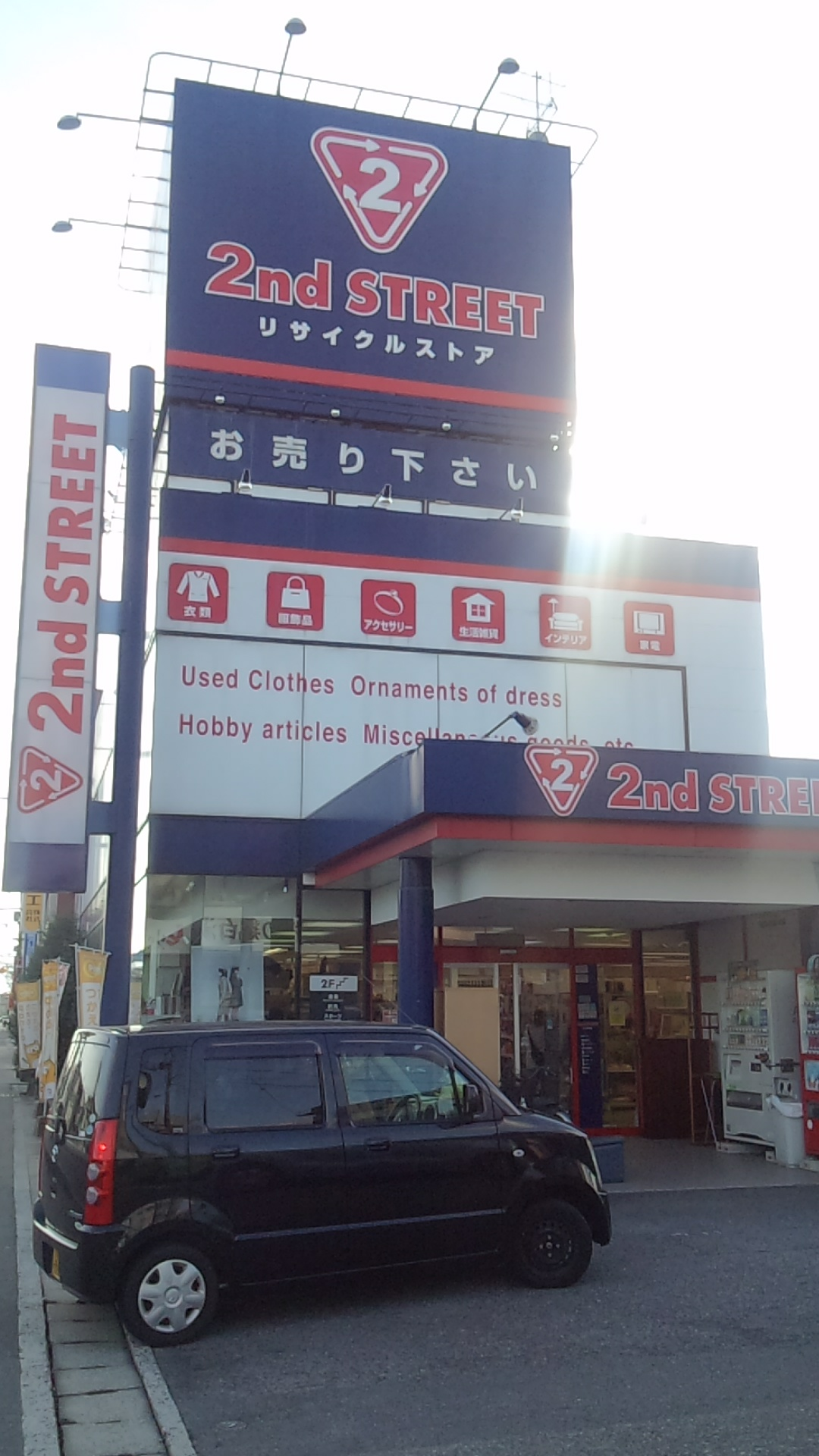
セカンドストリート五日市店

株式会社セカンドストリート（英: 2nd STREET Company, Limited）は、愛知県名古屋市中区に本社を置く、総合リユースショップ「2nd STREET（セカンドストリート）」を運営する企業。ゲオの完全子会社。
本記事では、企業（法人）のセカンドストリートおよびそれによって運営されている店舗について解説する。

## 概要
リユース品を扱う店舗を展開している。法人の位置づけが何度も変遷したので、詳細は「#ゲオの傘下へ」および「#沿革」の節で解説。
主に展開している店舗名は「セカンドストリート」であり、他にも「ジャンブルストア」「セカンドアウトドア」などの店舗も展開している。

### 店舗展開
「セカンドストリート」は、47都道府県全てへの出店を達成している。店舗リストの詳細は店舗検索を参照。
セカンドストリートの店舗は、2016年3月時点で、日本全国に508店舗が展開されている。2018年からは海外にも進出し、アメリカに3店舗、マレーシアに1店舗が展開されている。

### 姉妹店舗
- ジャンブルストア（JUMBLE STORE） - 衣料品専門店舗。都心部を中心に展開。
- セカンドアウトドア（2nd OUTDOOR） - アウトドア用品専門店舗。
- スーパーセカンドストリート（Super 2nd STREET） - 大型店舗。
- ドキドキ（Doki-Doki） - 旧そうご電器で展開していたリサイクルショップ。オキドキ（Oki-Doki）として展開を開始したが順次名称変更している。

## 歴史
新谷幸由が、1988年（昭和63年）6月に創業。
1995年（平成7年）3月に香川県高松市に大型古書店「BOOK MARKET（ブックマーケット）」1号店の木太店を開店し、翌年の1996年（平成8年）3月には総合リサイクル店「2nd STREET」1号店の東バイパス店を開店した。
同年6月には「ブックマーケット」のフランチャイズチェーン1号店の鎌田店を開店させ、フランチャイズチェーン事業にも参入した。

### うどん事業への進出と撤退
2001年（平成13年）11月に「エイジェンス」と共同で当社が40%を出資して「はなまる」を設立し、讃岐うどんチェーン事業に参入した。
2002年（平成14年）7月に子会社がフランチャイズ形式で北海道札幌市に「まんまるはなまるうどん」を出店したが、9月に業務提携を解消することになった。
2002年（平成14年）10月3日に子会社ティー・プロジェクトを設立し、1号店の「さぬき小町うどん札幌店」を出店し、2003年（平成15年）4月に国分寺町国分にうどん製造の「高松工場」を稼働させ、2004年（平成16年）4月に直営37店とフランチャイズ13店の計50店となった。
2003年（平成15年）夏以降売上が落ち込んで赤字となったことから、2004年（平成16年）6月にすかいらーくへうどん事業を経営譲渡し、同事業からの完全撤退すると共に、運営していた子会社の「ティー・プロジェクト」（高松市）を2005年6月に清算することになった。
このうどん事業の完全撤退に伴って約3.6億円の損失を計上するなどしたことから、2004年（平成16年）6月期決算の連結業績は当期損益約13.53億円の赤字に転落することになった。

### 事業再編とブックマーケット事業の譲渡
2004年（平成16年）6月30日にJBFパートナーズが運営・管理する投資事業有限責任組合を引受先とする普通株式を発行して約10億円を調達する第三者割当増資を行うことを発表。それに伴って9月28日の株主総会でJBFパートナーズから同社社長ら2名が当社の社外取締役に就任することになった。
この間の2004年（平成16年）7月1日には子会社の「フロンテージ」と「サンクル」（札幌市）を合併するなど事業の合理化も進めた。
2005年（平成17年）3月末に「株式会社エーツー」と業務提携をし、8月30日に「株式会社エーツー」と資本提携することを決議して株式譲渡契約を締結し、翌日の8月31日に中古書店のブックマーケット事業の商標権と本部機能を「株式会社エーツー」へ売却し、同事業の直営店はエーツーのフランチャイズ加盟に切り替え縮小することになった。
2006年（平成18年）4月10日には、「ブックマーケット」と複合カフェ「ファンキータイム」の直営店を「株式会社エーツー」に営業譲渡する契約を締結。

### ゲオの傘下へ
2006年（平成18年）3月20日にレンタルビデオチェーン大手の株式会社ゲオと資本・業務提携を締結し、同年4月28日に第三者割当増資を実施してゲオが約34.3%を出資することになった。
これに伴い、2006年（平成18年）4月末にゲオアールの株式の60%を取得して子会社化し、同年10月1日にゲオアールを吸収合併することになった。
2006年（平成18年）7月1日付で創業者の新谷幸由社長が退任し、同日付で地区毎に分かれていた事業運営子会社7社を吸収合併して事業体制を再構築した。
2008年（平成20年）6月24日にはゲオが株式公開買い付け（TOB）と第三者割当増資の引受によって51%の株式を取得し連結子会社化され、後にゲオが全株式を取得し完全子会社化することになったため2010年（平成22年）6月19日に大阪証券取引所第2部(現在の東京証券取引所スタンダード)への上場が廃止されることになった。
2013年（平成25年）4月1日付で株式会社ゲオに吸収合併されることになった。吸収合併後も、「セカンドストリート」は屋号として継続された。
2019年（令和元年）12月2日に株式会社ゲオ本部の100％子会社としてあらたに株式会社セカンドストリートを設立、2020年（令和2年）4月1日に株式会社ゲオ本部からセカンドストリート事業を継承し、事業を開始。

## 沿革

### 初代法人・株式会社セカンドストリート
- 1988年（昭和63年）6月 - 「有限会社フォー・ユー」として設立[7]。
- 1990年（平成2年）11月 - 株式会社に組織変更。「株式会社フォー・ユー」となる[7]。
- 1995年（平成7年）3月 - 香川県高松市に大型古書店「ブックマーケット」1号店の木太店を開店[7]。
- 1996年（平成8年）
  - 3月 - 総合リサイクル店「2nd STREET」1号店の東バイパス店を開店[7]。
  - 6月 - 「ブックマーケット」のフランチャイズチェーン1号店の鎌田店を開店[7]。
- 2000年（平成12年）4月 - 大阪証券取引所第2部へ株式上場[7]。
- 2001年（平成13年）11月 - 「エイジェンス」と共同で[8]当社が40%を出資して「はなまる」を設立し[9]、讃岐うどんチェーン事業に参入[9]。
- 2002年（平成14年）
  - 7月 - 北海道札幌市に「まんまるはなまるうどん」を出店[10]。
  - 9月 - エイジェンスとの業務提携を解消[10]。
  - 10月3日 - 北海道札幌市にティー・プロジェクト1号店の「さぬき小町うどん札幌店」を出店[11]。
- 2003年（平成15年）4月 - 国分寺町国分にティー・プロジェクト「高松工場」を稼働[12]。
- 2004年（平成16年）
  - 6月 - うどん事業をすかいらーくへ経営譲渡[14]。
  - 6月30日 - JBFパートナーズが運営・管理する投資事業有限責任組合を引受先として約10億円を調達する第三者割当増資を行うことを発表[17]。
  - 7月1日 - 子会社の「フロンテージ」と「サンクル」（札幌市）を合併[18]。
  - 9月28日 - JBFパートナーズから同社社長ら2名が当社の社外取締役に就任[16]。
- 2005年（平成17年）
  - 3月末 - 「株式会社エーツー」と業務提携[19]。
  - 6月 - うどん事業の子会社の「ティー・プロジェクト」（高松市）を清算[15]。
  - 8月31日 - ブックマーケット事業の商標権と本部機能を「株式会社エーツー」へ売却[20]。
- 2006年（平成18年）
  - 3月20日 - 「株式会社ゲオ」と資本・業務提携を締結[22]。
  - 4月10日 - 「ブックマーケット」と複合カフェ「ファンキータイム」の直営店を「株式会社エーツー」に営業譲渡する契約を正式に締結[21]。
  - 4月28日 - 第三者割当増資を実施してゲオが約34.3%を出資[22]。
  - 4月末 - ゲオアールの株式の60%を取得して子会社化[23]。
  - 7月1日 - 創業者の新谷幸由社長が退任し[5]、事業運営子会社7社を吸収合併[24]。
  - 10月1日 - ゲオアールを吸収合併[23]。
- 2008年（平成20年）6月24日 - 株式公開買付けによりゲオの連結子会社になる[25]。
- 2009年（平成21年）
  - 8月10日 - オリックス・ファシリティーズ株式会社と業務提携。
  - 8月13日 - 株式会社穴吹ハウジングサービスと業務提携。
  - 11月1日 - 株式会社ゲオの100%子会社かつ同業の株式会社フュージョンの株式を51%取得し子会社化。
- 2010年（平成22年）
  - 1月1日 - 「株式会社セカンドストリート」に商号を変更[28]。
  - 3月25日 - ゲオによる二度目のTOBが成立、ゲオの出資比率が95%を超える[30]。
  - 6月19日 - 上場廃止[26]。
  - 6月24日 - ゲオの完全子会社になる。
- 2011年（平成23年）2月21日 - さいたま本社を愛知県春日井市（ゲオの本社所在地）に移転。
- 2012年（平成24年）6月1日 - 子会社の株式会社フュージョンを吸収合併[31]。
- 2013年（平成25年）4月1日 - 株式会社ゲオに吸収合併される[27]。

### 2代目法人・株式会社セカンドストリート
- 2019年（令和元年）12月2日 - 株式会社ゲオ本部の100％子会社として株式会社セカンドストリートを設立。
- 2020年（令和2年）4月1日 - 株式会社ゲオ本部からセカンドストリート事業を継承し、事業を開始。

## プライベートブランド
アンティクローズ（ANTIQULOTHES）
セカンドストリートとジャンブルストアで展開されている衣料品のプライベートブランド。2011年にレディースブランドとして誕生し、ジャンブルストアで取り扱いが開始された。これに続き、メンズラインの「アンティクローズワークス」（antiqulothes works）が誕生し、のちに両ブランドが統合された。「ニューベーシック」をコンセプトに、シンプルでありながらトレンド性を持ったデザインの製品が開発されている。

## CMキャラクター
- 2700 (お笑いコンビ)（2012年）
- 日南響子
- 滝藤賢一（2023年9月 - ）[36]
- 早見あかり（2013年11月）[37]
- 山之内すず（2024年9月 - 、滝藤賢一と共演）